# Я — Эдмон Дантес
«Я — Эдмон Дантес» — музыкальный спектакль в жанре «музыкальная драма», поставленный по мотивам романа Александра Дюма «Граф Монте-Кристо».
Открытая репетиция и премьера спектакля состоялась в Москве в Театриуме на Серпуховке 13 октября 2012 года.
Стихи и либретто к спектаклю написал Николай Денисов, режиссёром и хореографом выступил Егор Дружинин. Художник-постановщик спектакля Юрий Антизерский.http://musicals.ru/russia/moscow/edmon_dantes Лора Квинт написала к спектаклю серьезную симфоническую музыку. Создатели либретто постарались сохранить неизменными основные сюжетные линии, проведенные Дюма в своём романе.
Несмотря на успех у зрителей, некоторые театральные критики и журналисты называли мюзикл неудачным. Среди прочего было отмечено, что в спектакле «нет полноценной музыкальной драматургии, как нет живого оркестра с дирижером, способным сдвинуть застрявшее действо с места. В нём не хватает развития — драматургического и музыкального». Удивляло то,что все критические статьи активно дублировались в разных изданиях. Однако, когда мюзикл решил поставить Борис Мильграм,то в своих интервью («Эхо Москвы») прославленный режиссёр называл музыку Лоры Квинт божественной,а тексты Николая Денисова острыми и точными. Особенно  в прессе отмечалась крепкая драматургия в музыке и либретто, шлягерность и разнообразие  арий, написанных в стиле популярной классики. Спектакль в Пермском Академическом «Театре-Театре» с 2015 года идёт с неизменным аншлагом.
В 2018 году премьера мюзикла состоялась в Алтайском государственном театре музыкальной комедии. Критики не жалели восторгов по поводу этой постановки (режиссёр Константин Яковлев), а само произведение Квинт и Денисова нарекли оперным шедевром.
10 мая 2019 года премьера мюзикла «Граф Монте-Кристо. Я — Эдмон Дантес» в постановке Сергея Голомазова с огромным успехом прошла в Рижском драматическом русском театре имени М. Чехова. Премьеру посетил президент Латвии Раймондс Вейонис с супругой. Критики и публика единодушно признали постановку лучшей за все историю этого прославленного театра и не жалели хвалебных эпитетов автору музыки и драматургу-поэту.

## Создатели
- Композитор — Лора Квинт
- Стихи — Николай Денисов